# Річард Генрі Беддоум
Річард Генрі Беддоум (англ. Richard Henry Beddome, 11 травня 1830 — 23 лютого 1911) — британський ботанік, герпетолог, натураліст та офіцер.

## Біографія
Річард Генрі Беддоум народився 11 травня 1830 року.
Беддоум був випускником однієї з провідних громадських шкіл Англії (Charterhouse). Спочатку він навчався на юриста, але не зацікавився цією професією і віддав перевагу проживанню за кордоном. Річард Генрі вирушив до Індії у пошуках пригод. Він був зацікавлений ботанікою, а також рептиліями та амфібіями; у 1880 році Беддоум став членом Мадрасського університету. Річард Генрі вніс значний внесок у ботаніку, описавши безліч видів рослин.
Помер Річард Генрі Беддоум 23 лютого 1911 року.

## Наукова діяльність
Річард Генрі Беддоум спеціалізувався на папоротеподібних та на насіннєвих рослинах, а також на вивченні рептилій та амфібій.

## Публікації
- Flora Sylvatica fur Southern India, 1869–1873.
- Ferns of Southern India, 1873.
- Ferns of British India, 1876.
- Forester's Manual of Botany for Southern India, 1869–1874.
- Icones Plantarum Indies Orientalis, 1874[8].

## Почесті
На його честь було названо декілька видів рослин, в тому числі Barleria beddomei T.Anderson ex Bedd. та Dipteracanthus beddomei (C.B.Clarke) Santapau.